# Montagne Pelée
Montagne Pelée, Mont Pelé, är en aktiv vulkan på norra delen av Martinique i Västindien. Det är en stratovulkan och dess topp består av aska och hårdnad lava.
Montagne Pelée är främst känd för sitt utbrott 8 maj 1902 och förödelsen det skapade, 1900-talets värsta vulkanutbrott. Utbrottet orsakade mellan 26 000 och 36 000 dödsfall och förstörde staden Saint-Pierre, Martiniques dåvarande huvudstad belägen åtta kilometer från vulkanen. Efter utbrottet besöktes ön av mineralogen och vulkanforskaren Alfred Lacroix, som 1904 utgav det omfattande arbetet La montagne Pelée et ses eruptions.
Montagne Pelée hade varit inaktiv i 50 år då den i april 1902 vaknade. 8 maj pressades en trögflytande lavaplugg av andesit ur vulkanens kägla, och frigjorde vulkaniskt material från Montagne Pelées inre, vilka skapade ett pyroklastiskt flöde, som drog in över staden med en hastighet av 130–150 meter i sekunden och på ett ögonblick förstörde staden och dödade i stort sett alla dess innevånare. Utbrottet fortsatte under några månader framöver.